# Balthasar Neumann
Johann Balthasar Neumann, splošno znan kot Balthasar Neumann, * 27. januar 1687, Eger (danes Cheb na Češkem), † 19. avgust 1753, Würzburg, Nemčija, ki je bil eden od najbolj pomembnih arhitektov baroka in rokokoja v južni Nemčiji.
Med njegovimi najbolj znanimi deli je Würzburg Residenz, ki je od leta 1981 na UNESCO-vem seznamu svetovne dediščine.

## Življenje
Neumann se je rodil v hiši na Schiffgasse št. 12 kot sedmi devetih otrok v suknarju Hansu Christophu Neumannu in je bil krščen na 30. januarja 1687 v Egerju.
Svoje prvo vajeništvo je verjetno opravil pri svojem botru, izdelovalcu zvonov in livarju Balthasarju Platzerju in v začetku 18. stoletja po preselitvi v Würzburg prišel k Sebaldu Kochu, kjer je leta 1711 pridobil naziv.
1712 se je pridružil kot prostovoljec v frankovsko vojsko v topništvo, ker je edino tako lahko nadaljeval kariero inženirja. Od leta 1714 je delal v Würzburgu v samostanu. Svoje znanje je izpopolnjeval skozi študij na področju arhitekture. Bil je bil povišan najprej v adjutanta, kmalu v narednika pri topništvu in leta 1718 je postal kraljevi inženir - kapetan.
1717/18 je bil s frankovsko vojsko v Avstriji in na Madžarskem, kjer je verjetno sodeloval kot inženir v trdnjavi v Beogradu. Na Dunaju se je srečal s pionirjema baroka Johann Bernhard Fischer von Erlach in Johann Lucas von Hildebrandt in izpopolnjeval svoje znanje arhitekture pri njih. Izlet v Milano mu je prinesel verjetno srečanje z deli Guarino Guarinija, ki so ga opredelili za bodočega genija pojmovanja prostora.
Potem je delal v Würzburgu pod vodstvom arhitekta Andreasa Müllerja in Josepha Greisinga. Leta 1719 je bil, pri novem knezoškofu Johannu Philippu Franzu von Schönborn, izvoljen kot kapetan (topništvo) in glavni inženir za direktorja načrtovanja v Würzburgu. Kot tak je 1720 Neumann prevzel načrtovanje gradnje Würzburške rezidence. Knezoškof Würzburga ga je vzel po priporočilu strica, mainziškena volilnega kneza Lotharja Franza von Schönborna, ki je že leta 1715 opazil nastajajoči arhitektov talent.
V teh prvih letih je Neumann izpopolnjeval znanje arhitekture v sodelovanju z drugimi, zaposlenimi arhitekti pri škofiji v Würzburgu, kot je bil Maximilian von Welsch, rojen von Erthal ali vitez Gronesteyn, preko katerih je prišel v stik s francosko zgodnje klasično Mansart. Najpomembnejše pa je bilo soočenje z dunajčanom Johannom Lucasom von Hildebrandt.
V zvezi z gradnjo rezidence se je zavezal v imenu svojih mojstrov za študijsko potovanje v Mannheim, Bruchsal, Strasbourg in Nancy po Parizu. Tukaj je utrdil stik z Robertom de Cottejem, prvim arhitektom francoskega kralja, z revolucionarnimi idejami novih novih prostorskih ureditev. Skupaj z Germain Boffrand, enim od velikih arhitektov Francije, je Neumann v Parizu še naprej razvijal svoje ideje z velikim stopniščem, po katerem je bil kasneje tudi znan. Leta 1724 je bil povišan v majorja. Poročil se je leta 1725 z Mario Evo Engelberta Schild, hčerko svetnika Franza Ignaza Schild. Imel je osem otrok. S poroko je prejel dostop do vplivnih uradnikov in družin v mestu in škofiji.
Balthasar Neumann je živel v Würzburgu v Franziskanergasse 2 do leta 1724, ko je kupil Hof Ober-Frankfurt od knezoškofa Christopha Franza von Hutten. Tukaj je imel je tudi svojo arhitekturno pisarno s svojimi zaposlenimi. Spiralno stopnišče, ki je vodilo na strešno terase, od tam pa do razgledne platforme, se je imenovalo "Belvedere", popularno znano kot "Neumannova prižnica".  Krožna ploščad z ograjo na strehi svoje hiše mu je dovoljevala pregled nad mestom Würzburg. 16. marca 1945 je bilo posestvo hudo poškodovano zaradi bombardiranja in leta 1950 porušeno zaradi nevarnosti propada. Kasneje so se odločili za gradnjo novega z vključenim baročnim portalom. Na podstrešju "Balthasar-Neumann-Stube" je urejen prireditveni prostor.
Leta 1729 je postal podpolkovnik pri frankovskem topništvu in namesto Maximilian von Welsch direktor za načrtovanje v Bambergu, drugi novi škofiji würzburškega knezoškofa Friedricha Karla von Schönborna. Leta 1731 je prevzel novo ustanovljeno katedro za civilno in vojaško arhitekturo na Univerzi v Würzburgu in leta 1741 postal polkovnik, kar je bil najvišji možni vojaški čin zanj.
Rodbina Schönborn je svojo oblast sčasoma razširila še na škofije Speyer, Konstanca in Trier in Neumann je dobival vse več naročil, celo kölnski volilni knez Clemens Avgust von Wittelsbach mu je dal naročilo.
Leta 1723 je Neumann postal član škofovega gradbenega odbora. Kot direktor za gradnjo katedrale je dosegel prevladujoči položaj v Würzburgu tudi potem, ko je začasno izgubil mesto glavnega načrtovalca pod Schönbornovim naslednikom Anselmom Franzem von Ingelheimom. Bil je tudi uspešen samostojni podjetnik s steklarno (zdaj tovarno Schleichach, v občini Rauhenebrach), in v Würzburgu delavnico Spiegelschleiferei (brusilnico stekla). S svojimi izdelki je bil uspešen in jih je tudi izvažal v druge države.
Neumann je narisal več modelov za palače v Stuttgartu (1747-1749) in Karlsruheju (1750-1751), kot tudi Schwetzingenu (1752).
Umrl je kot polkovnik topništva in knezoškofov glavni arhitekt in je bil pokopan v Marijini kapeli v Würzburgu. Samostansko cerkev v Neresheimu, kot tudi Basiliko Vierzehnheiligen pri Bad Staffelsteinu, so dokončali njegovi nasledniki.

## Delo
Dva od njegovih vrhuncev pri gradnji cerkva sta bila Rotunda in kurvierter Raum. Bil je zadovoljen le z odličnostjo ter vsemi predlogi, ki so vključevali rešitve.

### Urbanizem
Balthasar Neumann je v Würzburgu narisal kanale za svežo izvirsko vodo iz štirih cevi in nove ulice. Za izračun njegovih rokoko gradenj je razvil poseben proporcionalen kot, architecturae instrumentum. 
V Bad Kissingenu je vodil med 1737 in 1738, skupaj z Georg Anton Boxberger regulacijo Fränkischen Saale (je približno 139 km dolg desni ali severovzhodni pritok reke Main v Unterfranken). V tem projektu so odkrili močan izvir, današnji Rakoczy-Quelle. Poleg tega so po njegovih načrtih realizirali kraljevo Kurhaus in Marijino kapelo. Leta 1738 je posnel celotno situacijo Bad Kissingena z mestnim obzidjem in 14 stolpi.

### Izbor del
Balthasar Neumann je izvedel preko 100 svojih projektov. Z izvirnimi tlorisnimi rešitvami in uporabo razkošnih dekoracij je projektiral in rekonstruiral številne dvorce (Bruchsal, Brühl, Werneck), Knežjo rezidenco v Würzburgu, mostove, utrdbe, fontane, parke in cerkve.
- Opatijsko cerkev v samostanu Schöntal (do 1736)
- Würzburška rezidenca v italijansko-francoskem baroku (1720 do 1744), zgledoval se je po Versajski palači
- Schönbornkapelle v severnem transeptu stolnice v Würzburgu (1723 do 1724)

- Brunnenhalle v Bad Bocklet (1725)
- Župnijska cerkev St. Andreas (Retzstadt) (1726)
- Stolp mašikul v trdnjavi Marienberg pri Würzburgu (1728)
- Cerkev v samostanu Holzkirchen (1728 do 1730)
- Samostan Heidenfeld (1723 do 1733)
- Deutschordenskirche v Bad Mergentheim (1730 do 1735)
- Romarska cerkev v samostanu Gößweinstein (1730 do 1739)
- Grad Bruchsal (stopnišče, od 1731)
- Župnijska cerkev sv. Nikolaja v Arnsteinu (Zgornja Frankovska) (1731 do 1734)
- Most čez Tauber, Tauberrettersheim (1733)
- Grad Werneck (1733 do 1746)

- Notranjost baročne cerkve St. Paulin v Trierju (1734 do 1757)
- Župnijska cerkev St. Laurentius v Retzbach (Zellingen) (1736 do 1738)
- Župnijska cerkev St. Cäcilia v Heusenstamm (1739)
- Župnijska cerkev St. Cäcilia v Saffig (1739 do 1742)
- St. Peter (Bruchsal)
- Model za nov grad Meersburg (v 1740)
- Grad Augustusburg v Brühl (Rheinland) (stopnišče, 1740 do 1746, oltar St. Marien, 1745 do 1746)
- Kapela v Kitzingenu (1741 do 1745)
- Cerkev sv. Lovrenca v Dirmstein (1742 do 1746)
- Cerkev svete Trojice v Gaibach (1743-1745)
- Bazilika v opatiji Münsterschwarzach (1727 do 1743)
- Bazilika Štirinajstih svetih pomočnikov pri Bad Staffelstein (od 1743 do 1772)
- Rekonstrukcija samostana Oberzell v Zell am Main (1744 do 1760)
- Svete stopnice v Kreuzbergkirche v Bonnu (1746 do 1751)
- Opatijska cerkev, Opatija Neresheim (1747 do 1792)
- Župnijska cerkev St. Michael v Hofheimu (1747 do 1754)
- Opatija v Ellwangenu (1748 do 1750)
- Romarska cerkev Käppele v Würzburgu (1748 do 1750)
- Cerkev sv. Vitus v Tauberdochofsheim, Dittigheim (1748 do 1752)
- Vrtni pavijon v Randersacker (v 1750)
- Romarska cerkev Maria Limbach v Limbach (Eltmann) (1751 do 1755)
- Grad Veitshöchheim v Veitshöchheim (1753)

## Sodelavci
- Johann Thomas Nissler (1713–1769)
- Arnold Friedrich Prahl
- Johannes Seiz (1717–1779)

## Odlikovanja

### Spomeniki
- Doprsni kip postavljen v Ruhmeshalle v Münchenu, Fidelis Schönlaub
- Georg Anton Boxberger-Neumann, spomenik (1937), Fried Heuler, Bad Kissingen
- Spominska plošča v Würzburgu

### Znamke, bankovci in kovanci
- znamka iz leta 1961, Deutschen Bundespost, iz serije Bedeutende Deutsche
- Bankovec za 50 DM , zadnja serija iz leta 1991

Poleg tega je bil 16. avgusta 1978, ob 225. obletnici smrti, izdan spominski kovanec za 5 DM.

### Šole
Po Balthasarju Neumannu so poimenovane:
- Gimnazija v Marktheidenfeldu
- Državna gimnazija na cesti Hugo Wolf v Münchenu
- Srednja šola v Wernecku
- Dve poklicni šoli z več izpopolnjevanji v Bruchsal
- Poklicna šola v Augsburgu
- Tehnična visoka šola v Trierju
- Osnovna šola v Koblenzu

### Ceste
Več ulice je poimenovanih po Balthasarju Neumannu, med drugim v Bayreuthu, Nürnbergu, Stuttgartu, Neresheimu in Trierju

## Film
Balthasar Neumann - Vollender des Barock - Bavarska Televizija 2003. Prikazano v BR-alpha 10. oktobra 2009 20:15-21:00.